# Alice ou la dernière fugue
Alice ou la dernière fugue és una pel·lícula francesa dirigida per Claude Chabrol el 1977.

## Argument
Alice s'acaba d'adonar que ja no pot suportar el seu marit. Fa la maleta, i sense saber massa on anar, puja al seu cotxe. Es troba, fosca nit, sota la pluja, en una petita carretera deserta, quan de sobte el parabrisa esclata... Davant d'ella, una propietat; al final de l'arboreda, una vella i gran residència on un criat educat, Coles, l'acull i la presenta a l'amo de casa, el senyor Vergennes, que després d'un bon sopar li ofereix l'hospitalitat per a la nit, prometent-li fins i tot de fer reparar el seu parabrisa. A la seva cambra, Alice és despertada per un estrèpit espantós. Es precipita a la finestra i sent misterioses presències al parc, però no veu res... Al matí, descobreix que està sola a la casa. Es produiran llavors estranys fenòmens; davant uns murs sense cap obertura, Alice troba un jove home somrient que es nega a respondre a les seves preguntes, després un nen i ocells en una gàbia i un home més gran que la posa en guàrdia: un es burla d'ella, no és més que una joguina... Alice arriba finalment a trobar el seu cotxe, el parabrisa del qual ha estat reparat. Però qui és doncs aquest misteriós empleat d'una benzinera en aquesta estació de servei? Quin és aquest restaurant ocupat per un banquet d'enterrament, els participants del qual intenten arrossegar Alice en una bacanal desenfrenada? I aquesta nit que fosqueja massa de pressa. Quan la pluja comença a caure, Alice ho ha entès i torna a agafar el cotxe. Sap que una mica més lluny, el seu parabrisa esclatarà i que es trobarà a la finca, on el senyor Vergennes l'acollirà... Però la llum serà més espantosa que l'ombra, la veritat més angoixosa que el misteri, ja que, més enllà d'una petita porta negra, Alice trobarà la seva mort...

## Repartiment
- Sylvia Kristel: Alice Carroll
- Charles Vanel: Henri Vergennes
- André Dussolier: el jove home del parc / l'empleat d'una benzinera
- Bernard Rousselet: el marit
- Fernand Ledoux: el vell doctor
- Jean Carmet: Coles
- François Perrot: l'home de 40 anys
- Thomas Chabrol: el noi de 13 anys